# Генріх Зінгер
Генріх Зінгер (нім. Heinrich Joseph Singer; •  27 червня 1855, м. Брно, Австрійська імперія — пом. 19 серпня 1934, м. Прага, Чехословаччина) — юрист (церковне право і правова історія), ректор Чернівецького університету (1887–1888)

## Біографія
Освіту здобув у Відні — з 1872 року навчався у Віденському університеті.
В 1877 році захистив дисертацію і здобув докторський ступінь — став доктором юридичних наук (його вчителями були Іво Пфафф і Фрідріх Маассен).
Після цього був конципієнтом фінансової прокуратури Австрії.
У 1879 році пройшов габілітацію як приватний доцент права, а потім як доцент майнового цивільного австрійського права у Віденському університеті.
Протягом 1879–1880 років Г. Зінгер викладав церковне право в Чернівецькому університеті імені Франца Йосифа, де його 1880 року було призначено позаштатним, а 1885 року за цісарським рішенням штатним доцентом з цього предмета.
1886–1887 навчального року Г. Зінгер працював деканом юридичного факультету Чернівецького університету.
У 1887–1888 навчальному році обирався ректором Чернівецького університету імені Франца Йосифа.
З 1891 року Генріх Зінгер працює професором канонічного права в університеті Інсбрука, а з 1896 року обіймає посаду штатного професора в, німецькомовному на той час, Карловому університеті в Празі.
Під час Першої світової війни виступив з 70-сторінковою брошурою проти спроби передислокації Чернівецького університету в Зальцбург.
Помер і похований у 1934 році в Празі.

## Публікації
- «Усунення існуючих обмежень щодо релігійних людей» (1880);
- «Історичне вчення про порядок спадкування католицьким духовенством в Австро-Угорщині» (1883);
- «Нові повідомлення про декреталій до і після Бернарда Павії» (1913)
- «Кілька слів про минуле і майбутнє Чернівецького університету» (1917) та інші.